# Blood on the Tracks
Blood on the Tracks is het vijftiende studioalbum van singer-songwriter Bob Dylan. Nadat Dylan twee albums op Asylum Records had uitgebracht, keerde hij terug naar Columbia en naar de voormalige studio A van Columbia, die inmiddels overgenomen was door Phil Ramone, de geluidstechnicus van Dylans vorige album Before the Flood. Na New Morning, waarin de liefde en het huiselijk geluk overheerst, en Planet Waves waarin gezinspeeld wordt op een afscheid, is Blood on the Tracks een album waarin de liefde voorbij is. Hoewel Dylan autobiografische elementen ontkende, bevestigde Dylans zoon Jacob, dat hij in Blood on the Tracks de problemen tussen zijn ouders hoort.
Het album wordt beschouwd als Dylans terugkeer naar topvorm na enkele middelmatige platen en is een kandidaat voor de titel van beste Dylanalbum ooit. Biograaf Robert Shelton omschrijft het als een van Dylans meest luisterbare albums, vanwege de gevarieerde instrumentatie en Dylans zang, die tot de meest directe, rijke, emotionele en soepelste vocalen uit zijn platencarrière behoren.

## Ontvangst
Blood on the Tracks wordt vaak gezien als een van zijn beste albums. Zijn latere albums worden weleens gebrandmerkt als "best since Blood on the Tracks". (Nederlands: 'beste album sinds Blood on the Tracks'.) Het staat op de zestiende positie in Rolling Stone's lijst van 500 Greatest Albums of All Time. Het album bereikte de eerste positie in de Amerikaanse Billboard Album Top 200 en de vierde plek in het Verenigd Koninkrijk. De single "Tangled Up in Blue" haalde de 31ste plaats. Het album blijft een van de best-verkopende albums van Dylan: in de Verenigde Staten werd het zelfs met platina onderscheiden.
Toen Dylan hoorde over de aanhoudende populariteit van het album, zei hij in een interview met Mary Travers dat hij zich daarover verbaasde omdat het album over gevoelige, pijnlijke onderwerpen gaat: "A lot of people tell me they enjoy that album. It's hard for me to relate to that. I mean, it, you know, people enjoying the type of pain, you know?"
De lezers van Rolling Stone zette het album in 2012 op nummer 1 van Dylans beste albums.

## Songwriting
Dylan schreef de meeste teksten voor het album op zijn boerderij in Minnesota ten noordoosten van Minneapolis, een plek waar hij zijn familie vaak ontving en waar ook zijn broer David een huis bouwde. Dylans vrouw Sara bleef in Malibu in Californië, zij had een afkeer gekregen van het artiestenleven en de mensen, die enkel over muziek spraken. Dylan liet zich inspireren door de schilderdocent Norman Raeben en paste een procedė van perspectiefwisselingen toe bij het schrijven, zoals een schilder zijn onderwerp waarneemt. In een interview zei Dylan:
De mythe kan het lied niet schrijven, het is het bloed achter de mythe dat de kunst creëert.— Liner notes van Cameron Crow op Biograph cd-versie blz 15
De nummers op Blood on the Tracks zijn volgens de meeste biografen van Dylan geïnspireerd door zijn persoonlijke strubbelingen, met name de scheiding van zijn toenmalige vrouw Sara Dylan. Dylan heeft dit echter nooit bevestigd en in 2004 schreef hij in zijn memoires, Chronicles, Vol. 1, dat de nummers niets met zijn persoonlijke leven te maken hebben maar juist gebaseerd zijn op de korte verhalen van Anton Tsjechov. Het album wordt vaak gezien als een standaard voor autobiografische singer-songwriter albums. Hoewel Dylan heeft ontkend dat de nummers autobiografisch zijn, heeft zijn zoon Jakob Dylan verklaard dat de nummers gesprekken zijn tussen zijn ouders: "the songs are my parents talking." De meeste nummers gaan over liefdesverdriet, boosheid en eenzaamheid.

## De opnamen
De eerste opnamen vonden plaats van 16 tot 19 september in de A&R Recording Studio van Phil Ramone, die bijgestaan werd door geluidstechnicus Glenn Berger. Als begeleiders werden aangetrokken gitarist Eric Weissberg en basgitarist Tony Brown. Een aantal andere musici speelden op de eerste opnamen mee, maar Dylan wilde een kaler geluid en nam uiteindelijk de meeste nummers alleen op met begeleiding van Tony Brown. De mix en een overdubsessie vonden plaats op 24 september. Na twee maanden besloot Dylan op voorstel van zijn broer David Zimmerman een aantal nummers opnieuw op te nemen. Dat gebeurde in Minneapolis, in de Sound 80 Studio, waar Dylans broer regelmatig werkte. De groep begeleidende muzikanten was een geheel nieuwe groep bestaande uit de gitaristen Kevin Odegaard en Chris Weber, mandolinespeler Peter  Ostroushko, pianist/organist Gregg Inhofer, Billy Peterson op bas en Bill Berg op drums.
Op één na, "Lily, Rosemary and the Jack of Hearts", is elke geschrapte 'New York-opname' later toch officieel uitgebracht. De opname in New York van "You're a Big Girl Now" werd uitgebracht op de compilatie Biograph (1985). De andere drie opnames ("Tangled Up in Blue", "Idiot Wind" en "If You See Her, Say Hello") verschenen in 1991 op The bootleg series volumes 1-3 [Rare & Unreleased] 1961-1991. Op deze uitgave verschenen ook "Call Letter Blues" en "Up To Me", nummers die tijdens dezelfde sessies in New York opgenomen zijn.
Er doen veel theorieën de ronde over de reden waarom Dylan besloot een aantal nummers opnieuw op te nemen. Zo zou het muzikale gevoel van het album te monotoon zijn geweest, met te veel nummers in dezelfde toonsoort en met te vaak hetzelfde lome ritme. Volgens een andere theorie zou Dylan een stuk van de plaat hebben gespeeld voor zijn broer. Diens argumenten zouden Dylan ertoe geleid hebben om het album opnieuw op te nemen. Volgens Jimmy McDonough zou Dylan, voordat Blood on the Tracks werd uitgebracht, een bezoek hebben gebracht aan Neil Young in Florida om hem naar zijn mening over de nummers te vragen. Volgens Clinton Heylin was Dylan voortdurend uit op reacties op zijn nieuwe nummers en speelde hij het album ook voor aan onder meer Michael Bloomfield en Youngs medegroepsleden David Crosby en Graham Nash.

## De nummers
Het openingsnummer Tangled Up in Blue staat op plaats 3 van Rolling Stones 100 beste Dylannummers. Naar eigen zeggen deed Dylan twee jaar over het schrijven van wat het blad zijn meest persoonlijke analyse van pijn en nostalgie noemt. Het vertelperspectief wisselt in het lied, terwijl de onderkoelde zang en luchtige begeleiding aan de balladetraditie uit Appalchia doen denken.
Shelter From the Storm bekleedt plaats 66 op de lijst van 100 beste Dylannummers van het blad Rolling Stone, dat het nummer omschrijft als een akoestische reflectie op een relatie die op mysterieuze wijze is misgelopen, een gekoesterde herinnering aan een vrouw die, met al haar zwakke punten, de verteller een kortstondige ontsnapping aan de wereld heeft geboden.
Idiot Wind, op plaats 33 van Rolling Stone's lijst, is volgens het blad een van Dylans meest furieuze nummers, een tirade tegen de vrouw met wie hij getrouwd was en tegen idiotie zelf. De regels "You're an idiot, babe / It's a wonder that you still know how to breath" uit het refrein zijn niet eens de wreedste. Het nummer wordt algemeen gezien als het grote nummer van het album, aldus Shelton, die er ook op wijst dat het gaat om een portret van een milieu waarin roddel en achterbaksheid in de plaats zijn gekomen van zorgzaamheid en vertrouwen. Shelton vergelijkt het effect van het lied met het toneelstuk Who's Afraid of Virginia Woolf? van Edward Albee, waarin een echtpaar elkaar voortdurend de meest vileine aantijgingen naar het hoofd slingeren.
You're Gonna Make Me Lonesome When You Go staat op plaats 56 van Rolling Stone. Shelton ziet als kern de strofe waarin naar de relatie tussen de Franse dichters Paul Verlaine en Arthur Rimbaud wordt verwezen: "Situations have ended sad,/relationships have all been bad, / Mine've been like Verlaine's and Rimbaud." De oudere Verlaine introduceerde Rimbaud in Parijse literaire kringen, maar schoot hem in 1873 neer met een vuurwapen.
If You See Her, Say Hello staat op plaats 63 van Rolling Stone'slijst van 100 beste Dylannummers en is volgens het blad wellicht het pijnlijkste moment van verse rouw op het album. Dylan horen toegeven: 'Either I'm too sensitive or else I'm gettin' soft' komt volgens het blad even hard aan als zijn meest giftige nummers.
Buckets of Rain staat op plaats 60 van Rolling Stone's lijst van 100 beste Dylannummers en is volgens Cameron Crowe een voorbeeld van Dylans vermogen om een ornament ('grace note') aan een album toe te voegen: een lied dat niet zo opvalt maar toch onvergetelijk blijkt. Volgens Crowe bezingt het lied een eenvoudige waarheid: dat op een verscheurend hartzeer een troostende regen volgt.

## Tracks
Alle muziek en teksten zijn geschreven door Bob Dylan. Tussen haakjes staat aangegeven bij welke sessie de desbetreffende opname is gemaakt. 
| Nr. | Titel                                                                | Duur |
| --- | -------------------------------------------------------------------- | ---- |
| 1.  | Tangled Up in Blue (Minneapolis, december 1974)                      | 5:42 |
| 2.  | Simple Twist of Fate (New York, september 1974)                      | 4:19 |
| 3.  | You're a Big Girl Now (Minneapolis, december 1974)                   | 4:36 |
| 4.  | Idiot Wind (Minneapolis, december 1974)                              | 7:48 |
| 5.  | You're Gonna Make Me Lonesome When You Go (New York, september 1974) | 2:55 |

| Nr. | Titel                                                              | Duur |
| --- | ------------------------------------------------------------------ | ---- |
| 6.  | Meet Me in the Morning (New York, september 1974)                  | 4:22 |
| 7.  | Lily, Rosemary and the Jack of Hearts (Minneapolis, december 1974) | 8:51 |
| 8.  | If You See Her, Say Hello (Minneapolis, december 1974)             | 4:49 |
| 9.  | Shelter from the Storm (New York, september 1974)                  | 5:02 |
| 10. | Buckets of Rain (New York, september 1974)                         | 3:22 |

## Personeel
- Bob Dylan – zang, gitaar, harmonica, orgel, mandoline

### Sessies in Minnesota
- Bill Berg – drums
- Buddy Cage – Steelgitaar
- Paul Griffin – orgel, keyboard
- Gregg Inhofer – keyboard
- Kevin Odegard – gitaar
- Bill Peterson – basgitaar
- Chris Weber – gitaar, 12-snarige gitaar

### Sessies in New York
- Charles Brown, III – gitaar
- Tony Brown – basgitaar
- Richard Crooks – drums
- Barry Kornfeld – gitaar
- Thomas McFaul – keyboard
- Eric Weissberg – banjo, gitaar

### Overig personeel
- Ron Coro – 'art direction'
- Pete Hamill – 'liner notes' (achtergrondinformatie in het boekje)
- David Oppenheim – illustratie
- Phil Ramone – engineer
- Paul Till – foto

## Hitnoteringen
Het album bereikte nummer 1 op de Billboard 200, nummer 4 op de UK Albums Chart en nummer 5 in Nederland.
- MusicBrainz release group: 9c1b8072-eb1d-33d2-af8c-984d46e40902
- Nationale Bibliotheek van Tsjechië: xx0147693
- Virtual International Authority File: 233554928